# Academia Bisaya
La Academia Bisaya (Akademyang Bisaya en cebuano y Visayan Academy of Arts and Letters en inglés) es la entidad que regula el idioma cebuano. Hoy en día también cumple esa función la Komisyon sa Wikang Filipino.
El presidente de Filipinas Carlos P. García fue miembro de la academia.